# Закон Зиверса
Закон Зиверса в индоевропеистике регулирует произношение глайдов *w и *j в зависимости от веса предшествующего слога. После «тяжёлого» слога (содержащего дифтонг, долгую гласную или закрытого более чем одним согласным) на месте *j произносилось сочетание *ij. Например, праиндоевропейское *koryos дало прагерманское *harjaz, готское harjis «армия», а пра-и.е. *ḱerdʰjos дало прагерм. *herdijas, готск. hairdeis /hɛrdiːs/ «пастух».

## История
Впервые ситуация была описана немецким лингвистом  Э. Зиверсом, целью которого было объяснить некоторые феномены в германских языках. Первоначально он рассматривал только случаи с *j в середине слова. Он также отметил, что, по-видимому, нечто подобное должно было иметь место в древнейших санскритских текстах, поскольку в Ригведе dāivya- «божественный» скандируется в три слога (dāiviya-), а satya- «истинный» — в два, как пишется.
В статьях, опубликованных в журнале  Language, Ф. Эджертон попытался значительно расширить рамки действия закона Зиверса. Он считал, что данный закон, действовавший для всех шести праиндоевропейских сонорных (*l *m *n *r *w *j), был актуален для всех позиций в рамках слова. Таким образом, форма *dyēws «небо» произносилась так только тогда, когда она следовала за словом, заканчивающимся на краткую гласную. Во всех остальных случаях она должна была звучать в два слога, *diyēws.